# Ridha El Louze
Ridha El Louze (ur. 27 kwietnia 1953 w Safakisie) – tunezyjski piłkarz występujący na pozycji obrońcy. Uczestnik Mistrzostw Świata 1978.

## Kariera klubowa
Podczas Mistrzostw Świata 1978 reprezentował barwy klubu Sfax Railways Sports.

## Kariera reprezentacyjna
Z reprezentacją Tunezji uczestniczył w Mistrzostwach Świata 1978. Na Mundialu był rezerwowym i nie wystąpił w żadnym meczu.